# Hildegard Fässler
 (avril 2024).
Si vous disposez d'ouvrages ou d'articles de référence ou si vous connaissez des sites web de qualité traitant du thème abordé ici, merci de compléter l'article en donnant les références utiles à sa vérifiabilité et en les liant à la section « Notes et références ».
Hildegard Fässler, de son nom complet Hildegard Fässler-Osterwalder, née le 22 juin 1951 à Frauenfeld, est une femme politique suisse, membre du Parti socialiste.

## Biographie

### Formation
Fässler fréquente les écoles publiques de Steckborn puis l'établissement de formation des enseignants à Kreuzlingen. Elle en sort diplômée comme professeur d'école primaire en 1972. Elle étudie ensuite les mathématiques à l'Université de Zurich jusqu'en 1977. Après avoir obtenu son diplôme, elle se forme comme enseignante du secondaire dans la même université, cursus qu'elle termine en 1980. De 1979 à 2000, elle est professeure de mathématiques au gymnase de Heerbrugg.

### Carrière politique
Fässler adhère au Parti socialiste en 1980 et se présente pour la première fois au parlement saint-gallois en 1988, sans succès. Entre 1990 et 1996, elle est membre du comité de la section socialiste de Werdenberg. En 1991, elle se présente pour la première fois au Conseil national. De 1992, jusqu'à sa démission le 30 septembre 1996, elle siège au parlement saint-gallois. En 1995, elle se présente pour la seconde fois au Conseil national et pour la première fois au Conseil des États. Entre 1996 et mai 2001, elle occupe le poste de vice-présidente du Parti socialiste saint-gallois.
Le 3 mars 1997, elle remplace la conseillère nationale Kathrin Hilber, démissionnaire au 31 décembre 1996. De décembre 1999 à juin 2002, elle est vice-présidente du groupe socialiste au Conseil national. Du 19 mai 2001 au 19 juin 2004, elle préside le Parti socialiste saint-gallois.
Le 19 août 2010, elle annonce sa candidature au Conseil fédéral afin de succéder à Moritz Leuenberger. Sa candidature n'est toutefois pas retenue par le groupe socialiste de l'Assemblée fédérale.

### Vie privée
Elle est mariée depuis 1976 avec Peter Fässler, professeur à la Fachhochschule für Technik NTB de Buchs. Le couple vit désormais à Grabs. 